# Zarzecze (gmina)
Zarzecze – gmina wiejska w województwie podkarpackim, w powiecie przeworskim. Siedziba gminy to Zarzecze.
W latach 1975–1998 gmina położona była w województwie przemyskim.

## Struktura powierzchni
Według danych z roku 2002 gmina Zarzecze ma obszar 49,24 km², w tym:
- użytki rolne: 82%
- użytki leśne: 9%

Gmina stanowi 7,05% powierzchni powiatu.

## Demografia

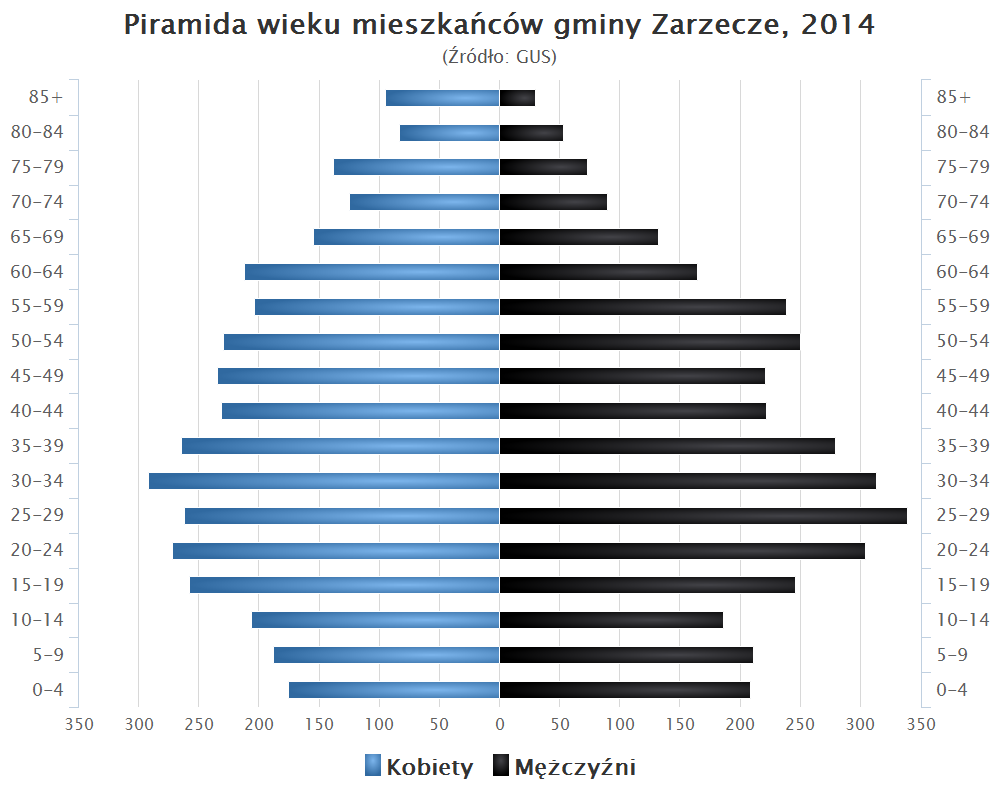
Piramida wieku mieszkańców gminy Zarzecze w 2014 roku

Dane z 31.12.2017 roku
| Opis                              | Ogółem | Ogółem | Kobiety | Kobiety | Mężczyźni | Mężczyźni |
| --------------------------------- | ------ | ------ | ------- | ------- | --------- | --------- |
| jednostka                         | osób   | %      | osób    | %       | osób      | %         |
| populacja                         | 7 223  | 100    | 3 633   | 50,3    | 3 590     | 49,7      |
| gęstość zaludnienia (mieszk./km²) | 147    | 147    | 74      | 74      | 73        | 73        |

## Infrastruktura gospodarcza[6]
Gospodarka gminy ma charakter rolniczy. W roku 2009 na terenie gminy działało blisko 150 podmiotów gospodarczych, głównie w sektorze usługowym i handlowym. Gmina posiada około 36 km dróg powiatowych, w tym połowę utwardzonych.
W roku 1992 zakończono budowę sieci wodociągowej z trzema ujęciami wody zlokalizowanymi w Zarzeczu, Zalesiu i Urzejowicach. Do sieci wodociągowej o długości 76,6 km przyłączone jest 1449 bezpośrednich odbiorców. Roczne zużycie wody z wodociągów przypadające na jednego mieszkańca wynosi prawie 23 m³. Sieć kanalizacyjna z oczyszczalnią ścieków w Zarzeczu została wybudowana w latach 1994-2000. Obsługuje 1210 budynków we wszystkich sołectwach.
Na terenie gminy funkcjonuje 6 szkół podstawowych i 2 gimnazja publiczne oraz zespół szkół rolniczych.

## Miejscowości w gminie
W gminie znajduje się 9 miejscowości. Zostały uszeregowane na podstawie danych z 31 grudnia 2020. Pogrubiona została siedziba gminy.
| Lp. | Sołectwo   | Ludność |
| --- | ---------- | ------- |
| 1.  | Kisielów   | 436     |
| 2.  | Łapajówka  | 263     |
| 3.  | Maćkówka   | 892     |
| 4.  | Pełnatycze | 732     |
| 5.  | Rożniatów  | 650     |
| 6.  | Siennów    | 1032    |
| 7.  | Zalesie    | 411     |
| 8.  | Zarzecze   | 1578    |
| 9.  | Żurawiczki | 1247    |

Jednym z przysiółków jest Parcelacja Rożniatowska.

## Sąsiednie gminy
Kańczuga, Pawłosiów, Pruchnik, Przeworsk (gmina), Przeworsk (miasto), Roźwienica